# Municipio de Chippewa (condado de Chippewa)
El municipio de Chippewa (en inglés: Chippewa Township) es un municipio ubicado en el condado de Chippewa en el estado estadounidense de Míchigan. En el año 2010 tenía una población de 213 habitantes y una densidad poblacional de 0,86 personas por km².

## Geografía
El municipio de Chippewa se encuentra ubicado en las coordenadas 46°21′15″N 85°0′17″O / 46.35417, -85.00472. Según la Oficina del Censo de los Estados Unidos, el municipio tiene una superficie total de 247.2 km², de la cual 245,64 km² corresponden a tierra firme y (0,63 %) 1,56 km² es agua.

## Demografía
Según el censo de 2010, había 213 personas residiendo en el municipio de Chippewa. La densidad de población era de 0,86 hab./km². De los 213 habitantes, el municipio de Chippewa estaba compuesto por el 89,67 % blancos, el 0,47 % eran afroamericanos, el 7,98 % eran amerindios y el 1,88 % eran de una mezcla de razas. Del total de la población el 0 % eran hispanos o latinos de cualquier raza.